# Ostrygojad kanaryjski
Ostrygojad kanaryjski (Haematopus ostralegus meadewaldoi) – podgatunek ostrygojada zwyczajnego – średniej wielkości ptaka z rodziny ostrygojadów (Haematopodidae). Takson o niepewnej pozycji systematycznej; przez wielu autorów uznawany za osobny gatunek. Występował endemicznie na Wyspach Kanaryjskich. Ostatnia pewna obserwacja miała miejsce w 1913 roku, prawdopodobnie do lat 40. XX wieku wymarł.

## Taksonomia
Po raz pierwszy takson ten został opisany przez Bannermana w 1913 roku na łamach „Bulletin of the British Ornithologists’ Club”. Holotyp pochodził z wyspy Fuerteventura; była to dorosła samica. Autor zbadał 3 osobniki: dwie samice (w tym holotyp) z Fuerteventury i Graciosy oraz dorosłego samca z Graciosy. Nadał nowemu taksonowi nazwę Haematopus niger meade-waldoi, uznając go za podgatunek ostrygojada afrykańskiego (H. moquini; syn. H. niger). Obecnie (2025) autorzy Kompletnej listy ptaków świata uznają ostrygojada kanaryjskiego za podgatunek ostrygojada zwyczajnego, natomiast Międzynarodowy Komitet Ornitologiczny oraz autorzy Handbook of the Birds of the World Alive uznają go za odrębny, monotypowy gatunek.
Ze względu na niewielką dostępność materiału klasyfikacja nie jest jasna. Ostrygojad kanaryjski bywał uznawany za podgatunek ostrygojada afrykańskiego (H. moquini) lub zwyczajnego (H. ostralegus). Nie licząc białej plamy na skrzydle, ostrygojady kanaryjskie przypominają ostrygojady afrykańskie. Wysnuto trzy przypuszczenia:
- ostrygojady kanaryjskie to melanistyczna forma ostrygojadów zwyczajnych[9],
- jest to osobny podgatunek ostrygojada afrykańskiego[10],
- są to zabłąkane ostrygojady afrykańskie[11].

Według P.A.R. Hockeya ostrygojad kanaryjski zasługuje jednak na miano odrębnego gatunku.

## Morfologia
Długość ciała wynosi około 40–43 cm. Wymiary według Bannermana: długość skrzydła 259 mm u samca, 250 i 257 mm u dwóch samic. Długość dzioba od 77 do 81 mm (dla 3 osobników). Krótszy dziób u samca, co jest typowe dla ostrygojadów. Upierzenie było w całości ciemne, wyróżniały się: czerwona tęczówka, pomarańczowoczerwone obrączka oczna i dziób oraz jasne, różowawoczerwone nogi. Bliższa nasadzie pióra połowa chorągiewek wewnętrznych lotek I rzędu biała. Tę białą plamę częściowo zakrywały pokrywy podskrzydłowe.

## Zasięg występowania, ekologia i zachowanie
Ostrygojad kanaryjski występował na Fuerteventurze, Lanzarote i przybrzeżnych, pomniejszych wyspach, jak Montaña Clara i Roque del Este. Brak informacji o pożywieniu. Środowiskiem życia tych ptaków były skaliste i piaszczyste wybrzeża. Już w pierwszym opisie pojawiła się wzmianka o jaju w jajowodzie jednej z samic, którą odłowiono 7 kwietnia 1888. W roku 2006 ukazał się artykuł wspominający o jedynym wówczas znanym zachowanym jaju, które w swej kolekcji miał mieć niemiecki ornitolog i zoolog Wolfgang Makatsch. Miało ono wymiary 54,5 na 38,8 mm i masę 3,67 g. Makatsch nie był jego pierwszym właścicielem. Jajo został zebrane na wyspie Fuerteventura.

## Wymarcie
IUCN uznaje ostrygojada kanaryjskiego za gatunek wymarły. Ostatnia pewna obserwacja miała miejsce w 1913. Według lokalnych doniesień ostrygojady te musiały wymrzeć do lat 40. XX wieku. W latach 80. XX wieku odbyły się wyprawy mające na celu znalezienie ostrygojadów kanaryjskich, lecz nie udało się to mimo przekonujących doniesień z lat 1968–1981 (2 z Teneryfy i 2 z Senegalu). Wymarcie tego gatunku było prawdopodobnie wynikiem nadmiernego odłowu bezkręgowców w strefie pływów (stanowiły one jego pożywienie) oraz niepokojenia przez ludzi, chociaż sugerowano również drapieżnictwo szczurów i kotów.